# Civilization (brädspel)
Civilization är ett brädspel skapat av Francis Tresham 1980 och utgivet av Avalon Hill.
Spelet startar 8000 f.Kr. och pågår till 250 f.Kr. och varje spelare kontrollerar en civilisation som kämpar för att bli den mäktigaste civilisationen runt Medelhavet. Detta sker huvudsakligen genom expansion och med handel och diplomati, men också via krig, även om detta inte alltid lönar sig i längden. Det gäller även att försöka undvika samt mildra effekterna av de katastrofer som sker (till exempel svält, översvämningar eller barbarattacker) eftersom dessa kan slå hårt mot ens civilisation. Civilization är speciellt på det sättet att handel och samarbete ofta lönar sig bättre i längden än krig. Ytterligare något som är speciellt med spelet är att den svagaste spelaren konsekvent gynnas av reglerna, vilket gör att det går att komma tillbaka även efter stora motgångar (katastrofer). Antal spelare är 2–7 och speltiden är ungefär 8–12 timmar. Spelet är fortfarande mycket populärt i brädspelskretsar, dock är det många år sedan det senast gavs ut vilket gör att det kan vara svårt att få tag i.

## Utökningar

### Western Extension Map
Western Extension Map utökade västgränsen för att även täcka större delen av Syd- och Mellaneuropa samt nordvästra Afrika och fungerade med grundregler såväl som expansionen Advanced Civilization.

### Advanced Civilization
Expansionen bestod av:
- Fler utvecklingskort.[2]
- Något omstrukturerade handelskort och förenklad handel.[2]
- Annorlunda vinstvillkor – spelet kan exempelvis spelas mot tidsgräns.[2]

Utöver detta innehöll även regelboken en "Gamer's Guide" med fördjupning i spelstrategier, frivilliga extraregler och två nya spelvarianter ("Imperial Civilizations" – en mer krigisk variant av spelet för upp till 4 spelare och "Civilization and Trade" där vissa städer ger mer värde till specifika handelskort).